# 杰思國際娛樂
杰思國際娛樂，全稱杰思國際娛樂股份有限公司（英語：JSJ International Entertainment Ltd..，簡稱：JSJ Music），2016年成立。是台灣一家音樂公司。

## 註記
1. ↑  祁玲. . 鏡週刊. 2021-01-12  [2022-01-08]. （原始内容存档于2022-04-15） （中文（繁體））.
2. ↑  王郁惠. . 聯合報. 2020-03-25  [2022-01-08]. （原始内容存档于2022-01-08） （中文（繁體））.
3. ↑  吳富正. . 生活情報. 2018-04-11 （中文（繁體））.

## 外部連結
- 杰思國際娛樂 （页面存档备份，存于）
- 杰思國際娛樂Facebook
- 杰思國際娛樂instagram
- 杰思國際娛樂weibo
- YouTube上的杰思國際娛樂頻道
- J'in音樂捷徑 （页面存档备份，存于）